# Josef Haunzwickel
Josef Haunzwickel, född 4 januari 1915, död 19 maj 2001, var en friidrottare från Österrike. Han deltog vid olympiska sommarspelen 1936.